# Veldrijden in het seizoen 2009-2010
Het veldritseizoen 2009-2010 begon op 13 september 2009 met de Grand Prix Emiagency in het Tsjechische Olomouc en eindigde op 21 februari 2010 met de Internationale Sluitingsprijs in Oostmalle, België.

## UCI ranking

### Eindstanden
De landenrankings per categorie werden opgemaakt door optelling van de punten die behaald werden door de eerste drie geklasseerde renners van elk land. In het geval dat landen gelijk stonden in de stand, was de plaats van hun beste renner in de individuele stand beslissend.

#### Mannen
| Plaats | Renner                | Punten |
| ------ | --------------------- | ------ |
| 1      | Zdeněk Štybar         | 3.260  |
| 2      | Sven Nys              | 2.810  |
| 3      | Niels Albert          | 2.740  |
| 4      | Klaas Vantornout      | 2.286  |
| 5      | Gerben de Knegt       | 1.725  |
| 6      | Kevin Pauwels         | 1.625  |
| 7      | Francis Mourey        | 1.566  |
| 8      | Bart Aernouts         | 1.368  |
| 9      | Christian Heule       | 1.238  |
| 10     | Erwin Vervecken       | 1.230  |
| 11     | Radomír Šimůnek       | 1.219  |
| 12     | Martin Bína           | 1.094  |
| 13     | Bart Wellens          | 982    |
| 14     | Martin Zlámalík       | 981    |
| 15     | Steve Chainel         | 981    |
| 16     | Enrico Franzoi        | 975    |
| 17     | Tom Meeusen           | 968    |
| 18     | Jonathan Page         | 896    |
| 19     | Sven Vanthourenhout   | 850    |
| 20     | Dieter Vanthourenhout | 834    |

| Plaats | Land                | Punten |
| ------ | ------------------- | ------ |
| 1      | België              | 7.836  |
| 2      | Tsjechië            | 5.573  |
| 3      | Frankrijk           | 3.072  |
| 4      | Nederland           | 2.962  |
| 5      | Zwitserland         | 2.096  |
| 6      | Verenigde Staten    | 2.047  |
| 7      | Italië              | 1.880  |
| 8      | Polen               | 1.533  |
| 9      | Slowakije           | 1.096  |
| 10     | Duitsland           | 978    |
| 11     | Spanje              | 600    |
| 12     | Canada              | 554    |
| 13     | Verenigd Koninkrijk | 534    |
| 14     | Denemarken          | 473    |
| 15     | Luxemburg           | 455    |
| 16     | Japan               | 341    |
| 17     | Zweden              | 291    |
| 18     | Oostenrijk          | 275    |
| 19     | Hongarije           | 245    |
| 20     | Roemenië            | 235    |

| Plaats | Land                | Punten |
| ------ | ------------------- | ------ |
| 1      | België              | 1.542  |
| 2      | Polen               | 1.145  |
| 3      | Slowakije           | 718    |
| 4      | Nederland           | 578    |
| 5      | Frankrijk           | 510    |
| 6      | Italië              | 471    |
| 7      | Zwitserland         | 371    |
| 8      | Duitsland           | 334    |
| 9      | Verenigde Staten    | 264    |
| 10     | Tsjechië            | 256    |
| 11     | Spanje              | 183    |
| 12     | Hongarije           | 140    |
| 13     | Kroatië             | 140    |
| 14     | Japan               | 127    |
| 15     | Denemarken          | 120    |
| 16     | Canada              | 117    |
| 17     | Verenigd Koninkrijk | 115    |
| 18     | Roemenië            | 95     |
| 19     | Servië              | 95     |
| 20     | Luxemburg           | 79     |

#### Vrouwen
| Plaats | Renster                  | Punten |
| ------ | ------------------------ | ------ |
| 1      | Marianne Vos             | 2.380  |
| 2      | Daphny van den Brand     | 2.287  |
| 3      | Hanka Kupfernagel        | 1.698  |
| 4      | Sanne van Paassen        | 1.643  |
| 5      | Katherine Compton        | 1.600  |
| 6      | Christel Ferrier-Bruneau | 1.342  |
| 7      | Kateřina Nash            | 1.315  |
| 8      | Caroline Mani            | 1.282  |
| 9      | Sanne Cant               | 1.177  |
| 10     | Helen Wyman              | 1.005  |

| Plaats | Land | Punten |
| ------ | ---- | ------ |

Ranking per het einde van het seizoen.

## Kalender
De wereldbeker wordt weergegeven in vetgedrukte tekst, de belangrijkste regelmatigheidscriteriums in cursief gedrukte tekst.
Voor de wedstrijdcategorieën, zie UCI-wedstrijdcategorieën.

### September
| Datum | Cross                                                                  | Cat. | Winnaar mannen  | Winnaar vrouwen   |
| ----- | ---------------------------------------------------------------------- | ---- | --------------- | ----------------- |
| 13    | Grand Prix Emiagency Olomouc, Olomouc                                  | C2   | Martin Bína     | Jana Kyptova      |
| 13    | Steenbergcross, Erpe-Mere                                              | C2   | Niels Albert    |                   |
| 19    | Cross Mnichovo Hradiště (TOI TOI Cup), Mnichovo Hradiště               | C2   | Martin Bína     |                   |
| 19    | Nittany Lion Cross, Fogelsville                                        | C2   | Davide Frattini | Laura Van Gilder  |
| 19    | North American Cyclocross Trophy #1 - Star Crossed Cyclocross, Redmond | C2   | Christian Heule | Helen Wyman       |
| 20    | Grote Prijs Neerpelt, Neerpelt                                         | C2   | Niels Albert    |                   |
| 20    | Cross Budleigh Salterton (National Trophy), Budleigh Salterton         | C2   | Paul Oldham     |                   |
| 20    | Charm City Cross, Baltimore                                            | C2   | Davide Frattini | Laura Van Gilder  |
| 20    | North American Cyclocross Trophy #2 - Rad Racing Gran Prix, Lakewood   | C2   | Jonathan Page   | Susan Butler      |
| 23    | Cross Vegas, Las Vegas                                                 | C1   | Jamey Driscoll  | Katherine Compton |
| 26    | USGP of Cyclocross #1 - Mad Cross 1, Sun Prairie                       | C1   | Jeremy Powers   | Katherine Compton |
| 26    | Openingsveldrit van Harderwijk, Harderwijk                             | C2   | Bart Aernouts   |                   |
| 26    | Cross Stribro (TOI TOI Cup), Stříbro                                   | C2   | Zdeněk Štybar   |                   |
| 26    | New England Championship Series #1 - Schoolhouse Cyclocross, Williston | C2   | Dan Timmerman   | Natasha Elliott   |
| 27    | USGP of Cyclocross #2 - Mad Cross 2, Sun Prairie                       | C2   | Erwin Vervecken | Katherine Compton |
| 27    | New England Championship Series #2 - Catamount Grand Prix, Williston   | C2   | Dan Timmerman   | Maureen Bruno Roy |
| 28    | Velka cena skupiny CEZ (TOI TOI Cup), Podbořany                        | C2   | Zdeněk Štybar   |                   |

### Oktober
| Datum | Cross                                                                               | Cat. | Winnaar mannen           | Winnaar vrouwen          |
| ----- | ----------------------------------------------------------------------------------- | ---- | ------------------------ | ------------------------ |
| 3     | Gran Prix of Gloucester #1, Gloucester                                              | C2   | Jonathan Page            | Natasha Elliott          |
| 4     | Gran Prix of Gloucester #2, Gloucester                                              | C2   | Timothy Johnson          | Natasha Elliott          |
| 4     | Cross Treviso (Wereldbeker), Treviso                                                | CDM  | Niels Albert             |                          |
| 9     | Darkhorse Cyclo-Stampede International Cyclocross, Covington                        | C2   | Jeremy Powers            | Katherine Compton        |
| 10    | Java Johnny's Cross, Middletown                                                     | C2   | Jeremy Powers            | Katherine Compton        |
| 10    | New England Championship Series #5 - Providence Cyclocross #1, Providence           | C2   | Timothy Johnson          | Katerina Nash            |
| 10    | Citadelcross (GVA Trofee), Namur                                                    | C2   | Niels Albert             | Daphny van den Brand     |
| 10    | Cross Kolin (TOI TOI Cup), Kolín                                                    | C2   | Martin Bína              |                          |
| 11    | Cyclocross Ruddervoorde (Superprestige), Ruddervoorde                               | C1   | Sven Nys                 |                          |
| 11    | Bio Wheels / United Dairy Farmers Harbin Park International, Cincinnati             | C2   | Jeremy Powers            | Katherine Compton        |
| 11    | Cyclo-cross International Podbrezová, Horná Mičiná                                  | C2   | Milan Barényi            |                          |
| 11    | New England Championship Series #6 - Providence Cyclocross #2, Providence           | C2   | Timothy Johnson          | Katerina Nash            |
| 11    | Cross Derby (National Trophy), Derby                                                | C2   | Johannes Sickmüller      |                          |
| 11    | Cross Saint-Quentin (Coupe de France), Saint-Quentin                                | C2   | Francis Mourey           | Christel Ferrier-Bruneau |
| 11    | Jim Horner Cyclocross Grand Prix, Edmonton                                          | C2   | Geoff Kabush             | Alison Sydor             |
| 15    | Kermiscross, Ardooie                                                                | C2   | Niels Albert             |                          |
| 17    | North American Cyclocross Trophy #5 - Toronto International Cyclo-cross #1, Toronto | C1   | Timothy Johnson          | Natasha Elliott          |
| 17    | Granogue Cross, Wilmington                                                          | C2   | Ryan Trebon              | Georgia Gould            |
| 17    | VII Ciclocross de Medina de Pomar, Medina de Pomar                                  | C2   | Javier Ruiz de Larrinaga |                          |
| 18    | Internationales Radquer Steinmaur, Steinmaur                                        | C2   | Tom Van den Bosch        | Jasmin Achermann         |
| 18    | Wissahickon Cross, Philadelphia                                                     | C2   | Ryan Trebon              | Georgia Gould            |
| 18    | VII Ciclocross de Villarcayo, Villarcayo                                            | C2   | Stijn Huys               |                          |
| 18    | North American Cyclocross Trophy #6 - Toronto International Cyclo-cross #2, Toronto | C2   | Jeremy Powers            | Natasha Elliott          |
| 18    | Cyclocross Pilsen (Wereldbeker), Pilsen                                             | CDM  | Niels Albert             | Katherine Compton        |
| 20    | Nacht van Woerden, Woerden                                                          | C2   | Sven Nys                 |                          |
| 24    | USGP of Cyclocross #3 - Derby City Cup #1, Louisville                               | C1   | Ryan Trebon              | Katerina Nash            |
| 24    | New England Championship Series #7 - Downeast Cyclocross #1, New Gloucester         | C2   | Dan Timmerman            | Maureen Bruno Roy        |
| 25    | Koppenbergcross (GVA Trofee), Oudenaarde                                            | C1   | Sven Nys                 | Pavla Havlíková          |
| 25    | New England Championship Series #8 - Downeast Cyclocross #2, New Gloucester         | C2   | Dan Timmerman            | Maureen Bruno Roy        |
| 25    | USGP of Cyclocross #4 - Derby City Cup #2, Louisville                               | C2   | Timothy Johnson          | Katerina Nash            |
| 25    | Grand Prix de la Commune de Niederanven, Niederanven                                | C2   | Kamil Ausbuher           |                          |
| 25    | Cross Ipswich (National Trophy), Ipswich                                            | C2   | Johannes Sickmüller      |                          |
| 28    | Cross Hlinsko (TOI TOI Cup), Hlinsko                                                | C2   | Martin Zlámalík          |                          |
| 31    | Grand Prix Emiagency Loštice, Loštice                                               | C2   | Kamil Ausbuher           | Lucie Nokakova           |
| 31    | Beacon Cross, Bridgeton                                                             | C2   | Nicholas Weighall        | Mary McConneloug         |
| 31    | North American Cyclocross Trophy #7 - Blue Sky Velo Cup, Longmont                   | C2   | Timothy Johnson          | Katherine Compton        |

### November
| Datum | Cross                                                                                         | Cat. | Winnaar mannen      | Winnaar vrouwen      |
| ----- | --------------------------------------------------------------------------------------------- | ---- | ------------------- | -------------------- |
| 1     | North American Cyclocross Trophy #8 - Boulder Cup, Boulder                                    | C1   | Timothy Johnson     | Katherine Compton    |
| 1     | Europees kampioenschap, Hoogstraten                                                           | CC   |                     | Marianne Vos         |
| 1     | Vlaamse Aardbeiencross (Superprestige), Hoogstraten                                           | C1   | Niels Albert        |                      |
| 1     | Cyclo-cross international de Marle, Marle                                                     | C2   | Francis Mourey      |                      |
| 1     | Int. Cyclocross Hittnau, Hittnau                                                              | C2   | Christian Heule     |                      |
| 1     | HPCX, Jamesburg                                                                               | C2   | Valentin Scherz     | Maureen Bruno Roy    |
| 7     | New England Championship Series #9 - The Cycle-Smart International #1, Northampton            | C2   | Jeremy Powers       | Mary McConneloug     |
| 8     | New England Championship Series #10 - The Cycle-Smart International #2, Northampton           | C2   | Jamey Driscoll      | Mary McConneloug     |
| 8     | Internationales Radquer Frenkendorf, Frenkendorf                                              | C2   | Lukas Flückiger     |                      |
| 8     | Cyclocross Nommay (Wereldbeker), Nommay                                                       | CDM  | Niels Albert        | Katherine Compton    |
| 11    | Jaarmarktcross Niel, Niel                                                                     | C2   | Sven Nys            |                      |
| 14    | USGP of Cyclocross #5 - Mercer Cup #1, West Windsor                                           | C1   | Ryan Trebon         | Katerina Nash        |
| 14    | GP Région Wallonne, Dottignies                                                                | C2   | Niels Albert        |                      |
| 15    | Cyclocross Asper-Gavere (Superprestige), Gavere                                               | C1   | Niels Albert        | Katherine Compton    |
| 15    | Cyclo-cross International Aigle, Aigle                                                        | C2   | Marcel Wildhaber    |                      |
| 15    | Johnson & Johnson Radquerfeldein Grand Prix Stadl-Paura, Stadl-Paura                          | C2   | Ondřej Bambula      |                      |
| 15    | USGP of Cyclocross #6 - Mercer Cup #2, West Windsor                                           | C1   | Timothy Johnson     | Katerina Nash        |
| 15    | Cross Mallory Park (National Trophy), Kirkby Mallory                                          | C2   | Nicolas Bazin       |                      |
| 17    | Cross Holé Vrchy (TOI TOI Cup), Holé Vrchy                                                    | C2   | Martin Bína         |                      |
| 21    | Cross Louny (TOI TOI Cup), Louny                                                              | C2   | Jaroslav Kulhavý    |                      |
| 21    | North Carolina Grand Prix #1, Hendersonville                                                  | C2   | Matt Shriver        | Kristin Wentworth    |
| 21    | North American Cyclocross Trophy #9 - Whitmore's Landscaping Super Cross Cup #1, Southampton  | C2   | Timothy Johnson     | Amy Dombroski        |
| 21    | 6. Internationale Döhlauer Crossrennen, Döhlau                                                | C2   | Johannes Sickmüller | Helen Wyman          |
| 21    | GP van Hasselt (GVA Trofee), Hasselt                                                          | C2   | Zdeněk Štybar       |                      |
| 22    | Bollekescross (Superprestige), Hamme-Zogge                                                    | C1   | Zdeněk Štybar       |                      |
| 22    | Karl-Wagner-Preis International, Strullendorf                                                 | C2   | Johannes Sickmüller | Hanka Kupfernagel    |
| 22    | Cross Besancon (Coupe de France), Besançon                                                    | C2   | Francis Mourey      | Caroline Mani        |
| 22    | Internationales Radquerfeldein Uster, Uster                                                   | C2   | Christian Heule     |                      |
| 22    | Kansai Cyclo-cross Yasu Round, Yasu                                                           | C2   | Keiichi Tsujiura    | Masami Morita        |
| 22    | North American Cyclocross Trophy #10 - Whitmore's Landscaping Super Cross Cup #2, Southampton | C1   | Timothy Johnson     | Amy Dombroski        |
| 22    | North Carolina Grand Prix #2, Hendersonville                                                  | C2   | Davide Frattini     | Deidre Winfield      |
| 27    | Carousel Volkswagen Jingle Cross Rock - Night Rock, Iowa City                                 | C2   | Todd Wells          | Meredith Miller      |
| 28    | New England Championship Series #11 - Baystate Cyclocross #1, Sterling                        | C2   | Jeremy Powers       | Mary McConneloug     |
| 28    | Carousel Volkswagen Jingle Cross Rock #1, Iowa City                                           | C2   | Todd Wells          | Meredith Miller      |
| 28    | Duinencross (Wereldbeker), Koksijde                                                           | CDM  | Zdeněk Štybar       | Marianne Vos         |
| 29    | Cyclocross Gieten (Superprestige), Gieten                                                     | C1   | Sven Nys            | Daphny van den Brand |
| 29    | Carousel Volkswagen Jingle Cross Rock #2, Iowa City                                           | C2   | Todd Wells          | Meredith Miller      |
| 29    | New England Championship Series #12 - Baystate Cyclocross #2, Sterling                        | C2   | Jeremy Powers       | Mary McConneloug     |

### December
| Datum | Cross                                                   | Cat. | Winnaar mannen        | Winnaar vrouwen          |
| ----- | ------------------------------------------------------- | ---- | --------------------- | ------------------------ |
| 5     | USGP of Cyclocross - Portland Cup #1, Portland          | C1   | Todd Wells            | Katerina Nash            |
| 5     | NBX Grand Prix of Cross #1, Warwick                     | C2   | Dan Timmerman         | Mary McConneloug         |
| 6     | USGP of Cyclocross - Portland Cup #2, Portland          | C2   | Jeremy Powers         | Katerina Nash            |
| 6.    | NBX Grand Prix of Cross #2, Warwick                     | C2   | Dan Timmerman         | Mary McConneloug         |
| 6     | Cyclocross Frankfurt am Main, Frankfurt am Main         | C2   | Philipp Walsleben     | Marianne Vos             |
| 6     | Grand Prix Julien Cajot, Leudelange                     | C2   | Tom Van Den Bosch     |                          |
| 6     | Ziklokross Igorre (Wereldbeker), Igorre                 | CDM  | Zdeněk Štybar         |                          |
| 8     | Asteasu Ziklo-Krossa Saria, Asteasu                     | C2   | Sven Vanthourenhout   |                          |
| 8     | Cyclocross del Ponte, Oderzo                            | C2   | Gerben de Knegt       | Helen Wyman              |
| 12    | GP Rouwmoer (GVA Trofee), Essen                         | C2   | Niels Albert          |                          |
| 12    | Cross Unicov (TOI TOI Cup), Uničov                      | C2   | Jaroslav Kulhavý      |                          |
| 13    | Grand Prix Wetzikon, Wetzikon                           | C1   | Steve Chainel         | Helen Wyman              |
| 13    | Druivencross, Overijse                                  | C1   | Niels Albert          |                          |
| 13    | 5° Gran Premio San Martino, Verbania                    | C2   | Marco Aurelio Fontana | Eva Lechner              |
| 13    | Cross Quelneuc (Coupe de France), Quelneuc              | C2   | Francis Mourey        | Christel Ferrier-Bruneau |
| 13    | Cross Bradford (National Trophy), Bradford              | C2   | Jody Crawforth        |                          |
| 18    | Scheldecross, Antwerpen                                 | C1   | Sven Nys              | Daphny van den Brand     |
| 20    | Ciclocross International Ciudad de Valencia, Valencia   | C2   | José Antonio Hermida  |                          |
| 20    | Vlaamse Industrieprijs Bosduin (Wereldbeker), Kalmthout | CDM  | Sven Nys              | Daphny van den Brand     |
| 23    | Noordzeecross, Middelkerke                              | C1   | Sven Nys              |                          |
| 26    | Grand Prix DAF Grand Garage Engel, Differdange          | C2   | Rob Peeters           |                          |
| 26    | Int. Radquer Dagmersellen, Dagmersellen                 | C2   | Francis Mourey        | Jasmin Achermann         |
| 26    | GP Eric De Vlaeminck (Wereldbeker), Heusden-Zolder      | CDM  | Kevin Pauwels         | Marianne Vos             |
| 27    | Cyclocross Diegem (Superprestige), Diegem               | C1   | Niels Albert          |                          |
| 29    | Azencross (GVA Trofee), Loenhout                        | C1   | Sven Nys              | Daphny van den Brand     |
| 30    | Silvestercyclocross, Bredene                            | C2   | Dieter Vanthourenhout |                          |
| 31    | Grand Prix 5 Sterne Region, Beromünster                 | C2   | Lukas Flückiger       | Jasmin Achermann         |

### Januari
| Datum | Cross                                             | Cat. | Winnaar mannen  | Winnaar vrouwen      |
| ----- | ------------------------------------------------- | ---- | --------------- | -------------------- |
| 1     | GP Sven Nys (GVA Trofee), Baal                    | C1   | Sven Nys        |                      |
| 1     | GP Hotel Threeland, Pétange                       | C2   | Steve Chainel   | Marianne Vos         |
| 2     | Grote Prijs De Ster, Sint-Niklaas                 | C2   | Francis Mourey  |                      |
| 3     | Cyclocross Tervuren, Tervuren                     | C1   | Zdeněk Štybar   | Daphny van den Brand |
| 3     | GP Groenendaal, Sint-Michielsgestel               | C1   | Bart Aernouts   | Marianne Vos         |
| 13    | Centrumcross, Surhuisterveen                      | C1   | Gerben de Knegt | Marianne Vos         |
| 17    | Cross Rutland (National Trophy), Rutland          | C2   | Rob Peeters     |                      |
| 17    | Grand Prix Lille Métropole (Wereldbeker), Roubaix | CDM  | Zdeněk Štybar   | Kateřina Nash        |
| 23    | Kasteelcross, Zonnebeke                           | C2   | Sven Nys        |                      |
| 24    | Ispasterko Udala Sari Nagusia, Ispaster           | C2   | Arnaud Labbe    |                      |
| 24    | Cyclo-cross du Mingant, Lanarvily                 | C2   | Rob Peeters     |                      |
| 24    | GP Adrie van der Poel (Wereldbeker), Hoogerheide  | CDM  | Niels Albert    | Marianne Vos         |
| 31    | Wereldkampioenschap, Tábor                        | CM   | Zdeněk Štybar   | Marianne Vos         |

### Februari
| Datum | Cross                                                 | Cat. | Winnaar mannen | Winnaar vrouwen |
| ----- | ----------------------------------------------------- | ---- | -------------- | --------------- |
| 3     | Parkcross, Maldegem                                   | C2   | Niels Albert   |                 |
| 6     | Krawatencross (GVA Trofee), Lille                     | C1   | Sven Nys       |                 |
| 7     | Cyclocross Zonhoven (Superprestige), Zonhoven         | C2   | Sven Nys       |                 |
| 13    | Grote Prijs Stad Eeklo, Eeklo                         | C2   | Bart Wellens   |                 |
| 14    | GP Fidea (Superprestige), Vorselaar                   | C1   | Zdeněk Štybar  |                 |
| 21    | Internationale Sluitingsprijs (GVA Trofee), Oostmalle | C1   | Bart Wellens   | Marianne Vos    |

## Kampioenen
| Land                  | Datum               | Winnaar mannen           | Winnaar vrouwen       |
| --------------------- | ------------------- | ------------------------ | --------------------- |
| Wereld ( Tábor)       | 31 januari 2010     | Zdeněk Štybar            | Marianne Vos          |
| Europa ( Hoogstraten) | 1 november 2009     |                          | Marianne Vos          |
|                       |                     |                          |                       |
| België                | 9-10 januari 2010   | Sven Nys                 | Sanne Cant            |
| Canada                | 10 oktober 2009     | Geoff Kabush             | Alison Sydor          |
| Denemarken            | 10 januari 2010     | Joachim Parbo            | Nikoline Hansen       |
| Duitsland             | 9-10 januari 2010   | Philipp Walsleben        | Hanka Kupfernagel     |
| Finland               | 4 oktober 2009      | Kimmo Kananen            | Carina Ketonen        |
| Frankrijk             | 9-10 januari 2010   | Francis Mourey           | Caroline Mani         |
| Groot-Brittannië      | 7 februari 2010     | Ian Bibby                | Helen Wyman           |
| Hongarije             | 10 januari 2010     | Szilárd Buruczki         | Barbara Benko         |
| Ierland               | 7 februari 2010     | Joe McCall               | Francine Meehan       |
| Italië                | 10 januari 2010     | Marco Fontana            | Eva Lechner           |
| Japan                 | 13 december 2009    | Keiichi Tsujiura         | Ayako Toyooka         |
| Kroatië               | 17 januari 2010     | Pavao Roset              | Maja Marukić          |
| Luxemburg             | 10 januari 2010     | Jempy Drucker            | Christine Majerus     |
| Nederland             | 9-10 januari 2010   | Lars Boom                | Daphny van den Brand  |
| Oostenrijk            | 10 januari 2010     | Peter Presslauer         | Elke Riedl            |
| Polen                 | 10 januari 2010     | Mariusz Gil              | Marzena Wasiuk        |
| Roemenië              | 25 oktober 2009     | George Daniel Anghelache | Zsuzsa Gyurka         |
| Slowakije             | 13 december 2009    | Róbert Gavenda           | Zuzana Vojtášová      |
| Servië                | 23 januari 2010     | Ivan Jovanović           | Jelena Erić           |
| Spanje                | 9-10 januari 2010   | Javier Ruiz de Larrinaga | Rocio Gamonal Ferrera |
| Tsjechië              | 9 januari 2010      | Zdeněk Štybar            | Kateřina Nash         |
| Verenigde Staten      | 12-13 december 2009 | Timothy Johnson          | Katherine Compton     |
| Zweden                | 14 november 2009    | Jens Westergren          | Kajsa Snihs           |
| Zwitserland           | 10 januari 2010     | Lukas Flückiger          | Jasmin Achermann      |

1982-1983 · 
1983-1984 · 
1984-1985 · 
1985-1986 · 
1986-1987 · 
1987-1988 · 
1988-1989 · 
1989-1990 · 
1990-1991 · 
1991-1992 · 
1992-1993 · 
1993-1994 · 
1994-1995 · 
1995-1996 · 
1996-1997 · 
1997-1998 · 
1998-1999 · 
1999-2000 · 
2000-2001 · 
2001-2002 · 
2002-2003 · 
2003-2004 · 
2004-2005 · 
2005-2006 · 
2006-2007 · 
2007-2008 · 
2008-2009 · 
2009-2010 · 
2010-2011 · 
2011-2012 · 
2012-2013 · 
2013-2014 · 
2014-2015 · 
2015-2016 · 
2016-2017 · 
2017-2018 · 
2018-2019 · 
2019-2020 · 
2020-2021 · 
2021-2022 · 
2022-2023 ·
2023-2024 ·
2024-2025
Kampioenschappen:  Wereldkampioenschappen · 
 Europese kampioenschappen · 
 Belgische kampioenschappen · 
 Nederlandse kampioenschappen
Klassementen:  Wereldbeker · 
 Superprestige · 
 GvA Trofee · 
 TOI TOI Cup · 
 Challenge national
Overig:  Fidea Cyclocross Classics